# El Zapotillo
El Zapotillo es una localidad del estado mexicano de Chiapas. Es parte del municipio de Ixtapa.

## Demografía
| Gráfica de evolución demográfica |
|                                  |

| Censo | Población |
| ----- | --------- |
| 1900  | 82        |
| 1910  | 25        |
| 1921  | 206       |
| 1930  | 189       |
| 1940  | 156       |
| 1950  | 246       |
| 1960  | 321       |
| 1970  | 341       |
| 1980  | 181       |
| 1990  | 456       |
| 2000  | 923       |
| 2010  | 1 058     |
| 2020  | 1 303     |